# Histoire Céleste Française
Histoire Céleste Française è un catalogo astrometrico stellare pubblicato nel 1801 dall'astronomo francese Jérôme Lalande e dal suo staff all'Osservatorio di Parigi. Questo catalogo stellare comprende le posizioni e le magnitudini apparenti di 47 390 stelle, fino alla magnitudine 9. Le stelle sono identificate con il nome comune, nomenclatura di Bayer o con la nomenclatura di Flamsteed. Contiene anche osservazioni di altri fenomeni astronomici. Era il più grande e completo catalogo di stelle del suo tempo.
Una significativa riscrittura di questo popolare catalogo fu pubblicata nel 1847. Da questo catalogo sono stati assegnati i numeri di riferimento delle stelle che continuano ad essere utilizzati fino ad oggi, come per Lalande 21185.